# Дера Гази Хан
Дера Гази Хан (урд. ڈیرہ غازی خان) је град у Пакистану у покрајини Панџаб. Према процени из 2006. у граду је живело 243.411 становника.

## Становништво
Према процени, у граду је 2006. живело 243.411 становника.
| 1981.   | 1998.   | 2006.   |
| ------- | ------- | ------- |
| 102.007 | 188.149 | 243.411 |